# Ceratinopsis dippenaari
Ceratinopsis dippenaari là một loài nhện trong họ Linyphiidae.
Loài này thuộc chi Ceratinopsis. Ceratinopsis dippenaari được Rudy Jocqué miêu tả năm 1984.